# テイラー郡 (ウィスコンシン州)
テイラー郡（英: Taylor County）は、アメリカ合衆国ウィスコンシン州の北部に位置する郡である。2010年国勢調査での人口は20,689人であり、2000年の19,680人から5.1％増加した。郡庁所在地はメドフォード市（人口4,326人）であり、同郡で人口最大の都市でもある。

## 歴史
テイラー郡となった地域で記録に残る最初の出来事は1661年、ウィスコンシン地域がヌーベルフランスの一部になっていた時のことだった。オンタリオ州東部からヒューロン族インディアンがイロコイ連邦からの攻撃を逃れ、ブラック川の水源近く、おそらくテイラー郡北東部のチェルシー湖周辺に逃げ場を求めた。フランス人イエズス会宣教師ルネ・メナールが五大湖地方を旅し、ミシガン州北部のキーウィーナー湾に達し、ヒューロン族が飢えていることを耳にした。メナールは健康を害しており物資も乏しかったが、ヒューロン族のいる所に行って洗礼を行うことに決めた。盛夏にメナールと1人のフランス人毛皮交易業者が出発し、ウィスコンシンの河川をカバノキ皮のカヌーで辿った。ヒューロンキャンプから1日進み、幾らかの物資を携行して、ある早瀬で仲間と別れた。その後メナールの姿を見た者はいない。メナールが消えた場所は、テイラー郡の南東隅、ビッグリブ川のグッドリッチより下流の谷であると考えられている。
1847年6月8日、開拓者や木樵よりも早く、1隊の測量者がメドフォードの南西で郡内に入った。現在ではクラーク郡から入ってきた"E"郡と呼ばれた所にあたる。彼等はアメリカ合衆国政府の依頼で動いており、第4基本子午線と呼ばれる南北の線を決め、その線から州内の土地が計測されることになった。森や沼を抜けて6日間働き、"E"郡南部を進み、現在のモンドーフローエージになっている流域を横切り、その後に北に進んで現在のプライス郡に入った。この部隊の長は旅の模様を次のように記した。
地域を抜けていくときに彼等やその他の測量士が森のアメリカツガ、キハダカンバ、サトウカエデなどの樹種を記録し、シロマツが総本数の4分の1ないし6分の1はあった。樹種の混ざり方は今日リブ湖の南東にあるガーストバーガーマツの叢林に似ていた。

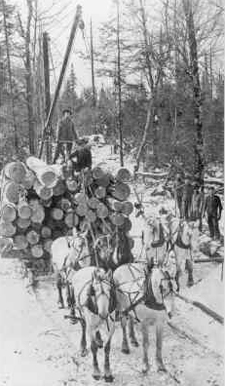
テイラー郡北西部で木材を運び出すファウンテン・キャンベル製材会社の部隊、1909年

この地域での製材業は1870年代に始まった。製材業者は川を遡り、春や初夏に松材を筏に組んで流し、ビッグリブ川からウィスコンシン川、南のブラック川を下り、西のジャンプ川やイエロー川からチッペワ川に進めた。
1870年代初期、ウィスコンシン・セントラル鉄道が、ステットソンビル、メドフォード、ウィットルジー、チェルシー、ウェストボロを通る線路と、リブ湖への支線を建設し、水には浮かべられない木材を運び出し始めた。
1875年、テイラー郡は、チッペワ郡、リンカーン郡、クラーク郡の一部を合わせさらにマラソン郡の小部分を入れて、現在の領域が作られた。郡庁所在地はメドフォードに指定された。郡名は当時の州知事ウィリアム・E・テイラーに因んで名付けられた可能性が強い。
1902年頃から1905年、スタンリー・メリル・アンド・フィリップス鉄道（SM&P鉄道）が、ポリー、ギルマン、ハンニバル、ジャンプリバーを通り、郡西部に至る線を走らせた。1902年、オークレア・チッペワフォールズ・アンド・ノースイースタン鉄道（オマハ鉄道）が、ホルコームからハンニバルを通り、イエロー川沿いのヒューイ（現在は廃村）に至る線を通した。1905年、ウィスコンシン・セントラル鉄道がクラーク（現在はゴーストタウン）、ラブリン、ポリー、ギルマン、ドナルドを通り、スペリオル湖に向かう線を建設した。SM&P鉄道とオマハ鉄道は主に材木を運ぶ鉄道であり、木材を降ろした後は乗客やその他の物資を運ぶこともあった。材木が枯渇するとSM&P鉄道は1933年に廃線になった。
良い木材が無くなると、製材会社は伐採地の多くを農家に売り出した。農家は当初様々なことにトライした。牛乳、卵、牛肉や羊毛を売り、キュウリや豆を栽培することなどだった。間もなく酪農業が郡内の支配的な産業になっていった。1923年にはメドフォードに州内第2位の乳製品製造協同組合があった。酪農家の数は1940年代の約3,300軒がピークであり、1995年には1,090軒にまで減った。

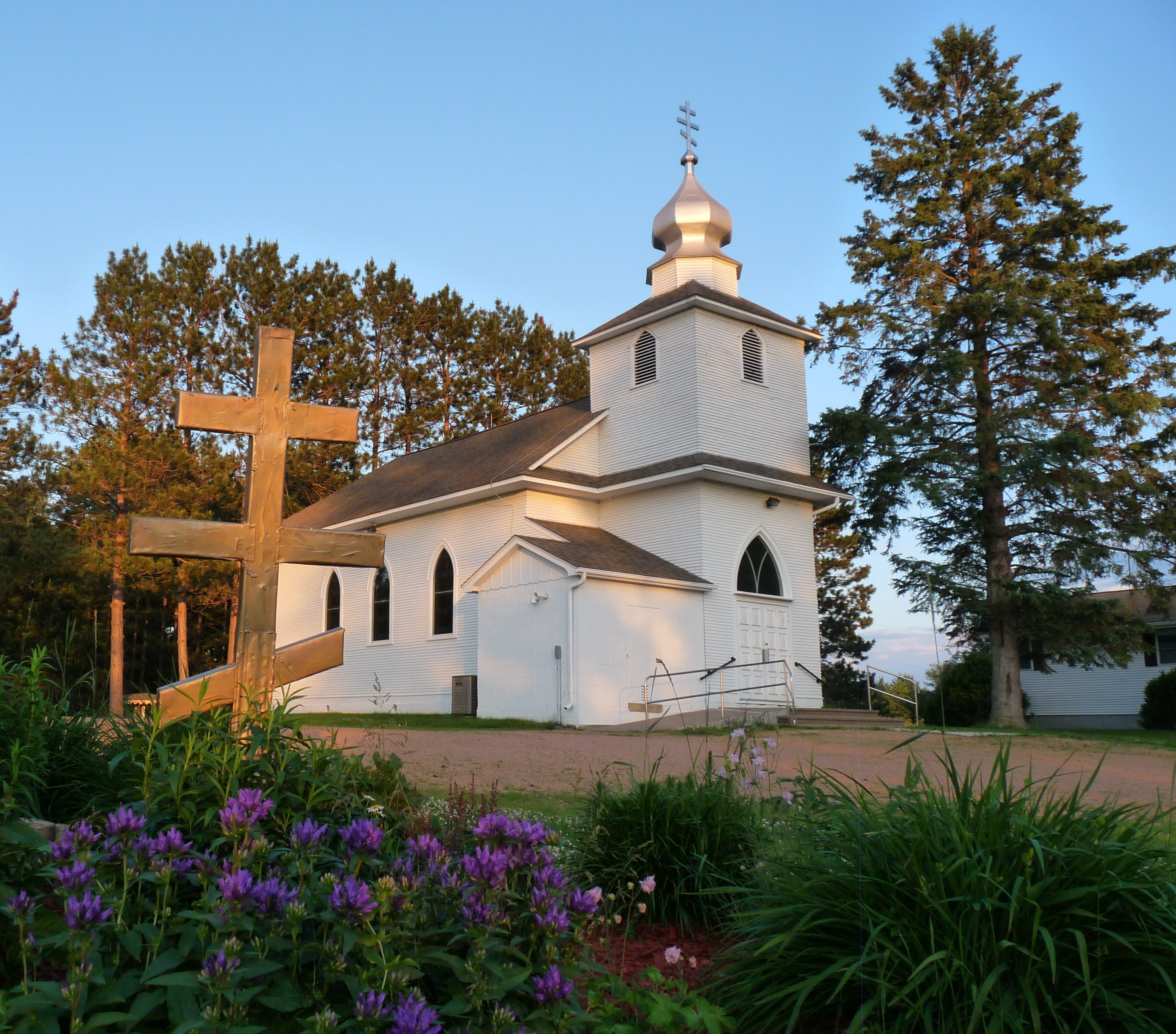
ラブリンにあるホリー・アサンプション教会、ウィスコンシン州では数少ない正教会の1つ

郡北中部の伐採地は1933年にチェカメゴン・ニコレット国立の森の部分に指定された。モンドーダム・レクリエーション地域や他の森林地は、1933年に市民保全部隊によって開発された。市民保全部隊のキャンプは、モンドー、パーキンズタウン、および現在のジャンプ川消防塔近くにあった。今日、国有林や郡北東隅を抜ける氷河時代国立景観道路が通っている。
テイラー郡の初期主要産業は、丸太材、板材、屋根材の生産だった。大規模な製材所がメドフォードとリブレイクにあった。メドフォード、パーキンズタウン、リブレイクには革なめし工場があり、ツガの皮をなめし工程に使った。ウィットルジーには初期の煉瓦工場があった。その後産業は多様化し、乳製品工場、窓の製造業、プラスティック、食品加工などができたが、大半はメドフォードだった。

## 地理

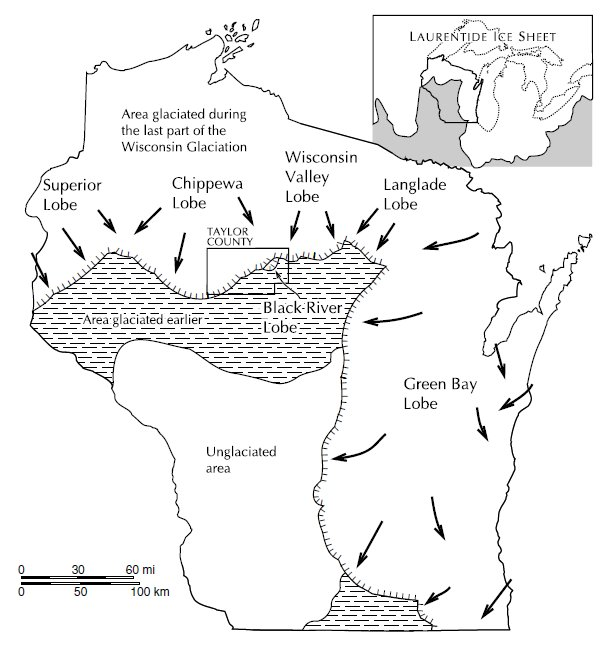
ローレンシア氷河の最大拡大域

テイラー郡の地形は主に氷河で形作られた。氷河学者に拠れば、15,000年から25,000年前に、カナダから現在の五大湖などアメリカ合衆国北部の大半にローレンシア氷河が押し出された。その氷河の1つがテイラー郡の3分の2以上を削り取り、ウェストボロからパーキンズタウンを抜けてラブリンまで達した。この氷河が押し出された後に溶けて戻り、三角形の丘陵の並びと、郡内を対角線に切っている小さな湖を残した。この辺りの丘陵はパーキンズタウン末端堆石と呼ばれている。その堆積域の北と西、ジャンプ川に向かう郡の隅は、氷河がより穏やかにうねる礫土の平原を残した。

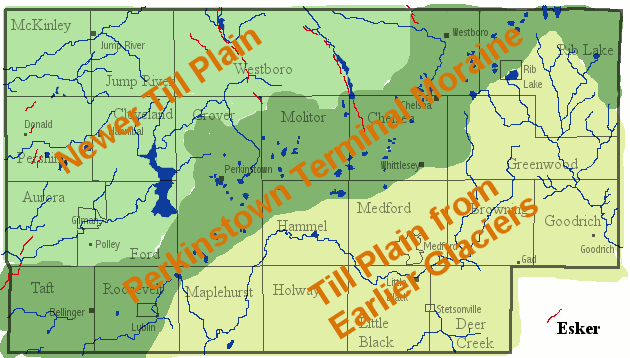
氷河の痕跡を残すテイラー郡の地勢図

この地域に氷河が伸びてきたことで氷河性奇岩やエスカー（丸石の多い筋状の地域）が残っている。モンドー・エスカーやロストレイク・エスカーの他にウェストボロ、パーシング、オーロラ、タフトの町にもエスカーが見られる。郡南東隅のステットソンビルやグッドリッチに向かう地域は最終氷河に覆われなかったが、それ以前の氷河に覆われていた。ここでも礫土が残っているが、土地の浸食が進んだので、概して平坦で岩が少ない。
氷河性礫土の下にはカンブリア紀および先カンブリア時代の岩盤がある。ジャンプ川やイエロー川近くではその露出部がある。「ベンドプロジェクト」と呼ばれる銅や金の鉱床がパーキンズタウンの北にあり、地質学者に拠れば、古代大洋の下にあった火山の熱水噴出孔であるブラックスモーカーによって2億年前に形成されたとされている。
テイラー郡は3つの川の流域を分ける分水界に乗っている。ジャンプ川やイエロー川は西のチッペワ川流域に流れる。ビッグリブ川は南東のウィスコンシン川に流れる。ブラック川は南に流れる。これら全てがミシシッピ川に集まっている。
アメリカ合衆国国勢調査局に拠れば、郡域全面積は984平方マイル (2,550 km2)であり、このうち陸地975平方マイル (2,530 km2)、水域は10平方マイル (26 km2)で水域率は0.98％である。

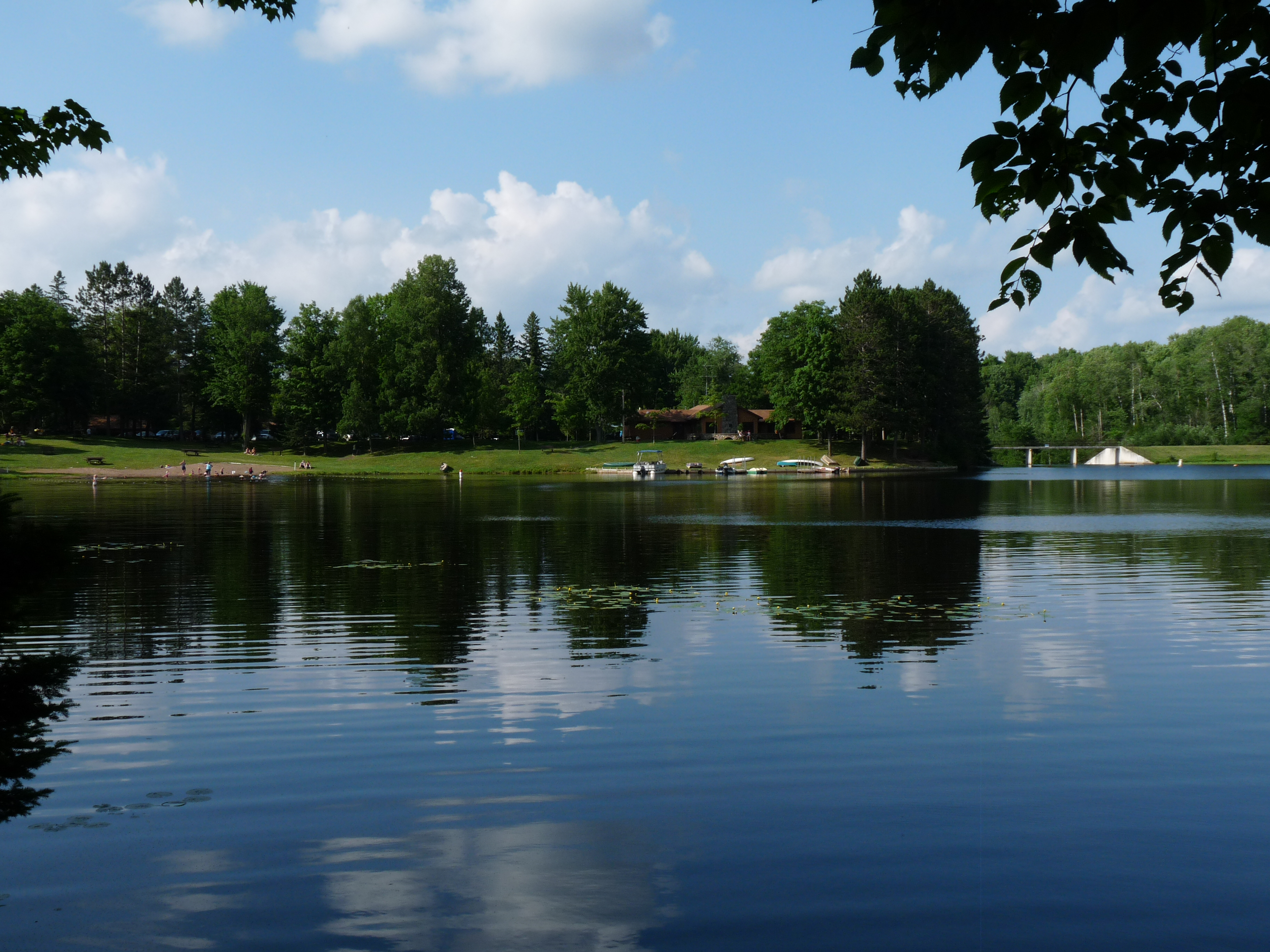
テイラー郡北中部にあるチェカメゴン国立の森のモンドーダム・レクリエーション地域

### 主要高規格道路
- ウィスコンシン州道13号線
- ウィスコンシン州道64号線
- ウィスコンシン州道73号線
- ウィスコンシン州道97号線
- ウィスコンシン州道102号線

### 隣接する郡
- プライス郡 - 北
- リンカーン郡 - 東
- マラソン郡 - 南東
- クラーク郡 - 南
- チッペワ郡 - 西
- ラスク郡 - 北西

### 国立保護地域
- チェカメゴン国立の森（部分）

## 人口動態

2000人口ピラミッド

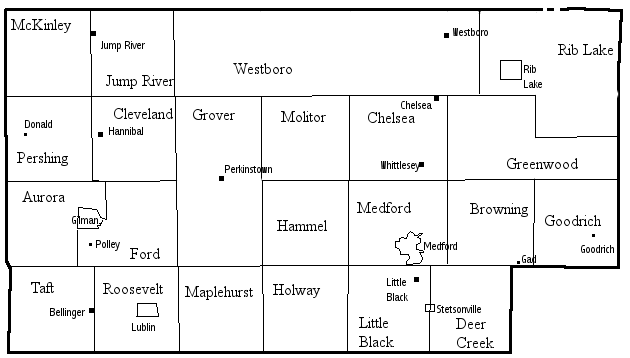
テイラー郡の郡区と都市など

以下は2000年国勢調査による人口統計データである。
| 基礎データ - 人口: 19,680人 - 世帯数: 7,529 世帯 - 家族数: 5,345 家族 - 人口密度: 8人/km2（20人/mi2） - 住居数: 8,595軒 - 住居密度: 3軒/km2（9軒/mi2） 人種別人口構成 - 白人: 98.71% - アフリカン・アメリカン: 0.09% - ネイティブ・アメリカン: 0.19% - アジア人: 0.23% - その他の人種: 0.19% - 混血: 0.59% - ヒスパニック・ラテン系: 0.65% 先祖による構成 - ドイツ系：57.9％ - ポーランド系：9.1％ - アメリカ人：5.3％ - ノルウェー系：5.3％ 言語による構成 - 英語：96.2％ - ドイツ語：1.7％ - スペイン語：1.2％ | 年齢別人口構成 - 18歳未満: 27.1% - 18-24歳: 7.6% - 25-44歳: 28.3% - 45-64歳: 21.8% - 65歳以上: 15.2% - 年齢の中央値: 37歳 - 性比（女性100人あたり男性の人口） - 総人口: 102.6 - 18歳以上: 100.4 世帯と家族（対世帯数） - 18歳未満の子供がいる: 33.8% - 結婚・同居している夫婦: 59.3% - 未婚・離婚・死別女性が世帯主: 7.1% - 非家族世帯: 29.0% - 単身世帯: 24.7% - 65歳以上の老人1人暮らし: 11.2% - 平均構成人数 - 世帯: 2.58人 - 家族: 3.10人 |

## 都市と町
| 都市と村                                                                          | 町 | 町 | 未編入の町 | 未編入の町 |
| --------------------------------------------------------------------------------- | --- | --- | --- | --- |
| - メドフォード - 郡庁所在地 - ギルマン - ラブリン - リブレイク - ステットソンビル | - オーロラ - ブローニング - チェルシー - クリーブランド - ディアクリーク - フォード - グッドリッチ - グリーンウッド - グローバー - ハメル - ホルウェイ | - ジャンプリバー - リトルブラック - メイプルハースト - マッキンリー - メドフォード町 - モリター - パーシング - リブレイク町 - ルーズベルト - タフト - ウェストボロ | - ベリンジャー - チェルシー - ドナルド - ガド（部分） - グッドリッチ - ハンニバル - ヒューイ - インターウォルド - ジャンプリバー | - リトルブラック - メイプルハースト - ムラト - パーキンズタウン - ポリー - クイーンズタウン - ウェストボロ - ウィットルジー |

## 人口の変遷
テイラー郡は過去50年間で緩やかに人口が成長してきた。1950年から1970年に掛けては減少した時があったが、それ以降は緩りだが着実に成長している。
| 地域               | 1950年 | 1960年 | 1970年 | 1980年 | 1990年 | 2000年 | 差分 1950年-2000年 | 2006年1月1日推計 |
| ------------------ | ------ | ------ | ------ | ------ | ------ | ------ | ------------------ | ---------------- |
| オーロラ町         | 564    | 563    | 466    | 461    | 473    | 386    | -178               | 375              |
| ブローニング町     | 630    | 630    | 644    | 702    | 740    | 850    | 220                | 889              |
| チェルシー町       | 603    | 566    | 554    | 677    | 731    | 719    | 116                | 754              |
| クリーブランド町   | 458    | 358    | 250    | 286    | 235    | 262    | -196               | 272              |
| ディアクリーク町   | 780    | 810    | 764    | 747    | 738    | 733    | -47                | 750              |
| フォード町         | 334    | 306    | 248    | 274    | 254    | 276    | -58                | 271              |
| グッドリッチ町     | 460    | 414    | 373    | 408    | 454    | 487    | 27                 | 497              |
| グリーンウッド町   | 758    | 653    | 635    | 705    | 634    | 642    | -116               | 672              |
| グローバー町       | 266    | 232    | 210    | 229    | 214    | 233    | -33                | 239              |
| ハメル町           | 516    | 526    | 509    | 562    | 633    | 735    | 219                | 749              |
| ホルウェイ町       | 834    | 859    | 837    | 903    | 779    | 854    | 20                 | 879              |
| ジャンプリバー町   | 448    | 391    | 355    | 365    | 330    | 311    | -137               | 317              |
| リトルブラック町   | 1216   | 1182   | 1133   | 1169   | 1195   | 1148   | -68                | 1187             |
| マッキンリー町     | 570    | 491    | 461    | 416    | 403    | 418    | -152               | 440              |
| メイプルハースト町 | 462    | 405    | 348    | 345    | 300    | 359    | -103               | 364              |
| メドフォード町     | 1661   | 1622   | 1546   | 1834   | 1962   | 2216   | 555                | 2253             |
| モリター町         | 200    | 168    | 199    | 212    | 183    | 263    | 63                 | 269              |
| パーシング町       | 418    | 358    | 295    | 276    | 217    | 180    | -238               | 181              |
| リブレイク町       | 769    | 657    | 615    | 682    | 746    | 768    | -1                 | 775              |
| ルーズベルト町     | 678    | 602    | 518    | 491    | 429    | 444    | -234               | 446              |
| タフト町           | 499    | 418    | 355    | 347    | 367    | 361    | -138               | 380              |
| ウェストボロ町     | 783    | 720    | 631    | 706    | 663    | 660    | -123               | 699              |
| ギルマン村         | 402    | 379    | 328    | 436    | 412    | 474    | 72                 | 460              |
| ラブリン村         | 161    | 160    | 143    | 142    | 129    | 110    | -51                | 100              |
| リブレイク村       | 853    | 794    | 782    | 945    | 887    | 878    | 25                 | 878              |
| ステットソンビル村 | 334    | 319    | 305    | 487    | 511    | 563    | 229                | 563              |
| メドフォード市     | 2799   | 3260   | 3454   | 4010   | 4282   | 4350   | 1551               | 4260             |
| テイラー郡         | 18456  | 17843  | 16958  | 18817  | 18901  | 19680  | 1224               | 19917            |

## 交通
ウィスコンシン州はテイラー郡内の州道120マイル (190 km) について管轄権を持っている。州道13号線は郡東半分、州道73号線は郡西半分をそれぞれ南北に走っている。州道64号線が東西方向の幹線である。テイラー郡道路部は州との契約に基づき、郡内の州道の維持と通行権の管理を行っている。
郡内田園部には総延長250マイル (400 km) の郡道がある。主要郡道は東西方向のA、D、M、Oであり、南北方向のC、E、Hである。
郡内の町は町内の道路を維持する責任がある。
郡内には田園道路に指定された道路が1本ある。1975年に開通した田園道路1号線であり、延長は5マイル (8 km)、州道102号線と郡道Dのリブレイク近くの間の砂利道であり、州内初の田園道路になった。この道路は12,000年前に氷河によって作られた景観の良い丘陵と谷を通っている。道路沿いの歴史銘板でその指定を記念している。

### 航空
郡内主要空港はテイラー郡空港である。他にも6か所の私設滑走路がある。テイラー郡空港はディアクリーク町にあり、メドフォード市の南東約3マイル (5 km) で、郡内唯一の公共空港である。長さ4,100フィート (1,250 m) の舗装滑走路があり、照明が施され、無指向性無線標識がある。1996年に東西方向の長さ5,001フィート (1,500 m) の舗装滑走路が追加された。
| 場所           | 空港                         | 状態 | 場所               |
| -------------- | ---------------------------- | ---- | ------------------ |
| ルーズベルト   | バルデス飛行場               | 私設 | T .30N-R.3W Sec.2  |
| グッドリッチ   | チャーリーズ飛行場           | 私設 | T.31N-R.3E Sec. 19 |
| オーロラ       | イーストギルマン飛行場       | 私設 | T.31N-R.3W Sec. 18 |
| ブローニング   | リーズ・フライトパーク       | 私設 | T.31N-R.2E Sec 2   |
| メドフォード   | テイラー郡記念病院ヘリポート | 私設 | T.31N-R.1E Sec. 28 |
| リトルブラック | テイラー郡空港               | 公設 | T.30N-R.2E Sec. 7  |
| グッドリッチ   | ジョンズ飛行場               | 私設 | T.31N-R.3E Sec. 24 |